# Segurança no mar
A segurança no mar engloba os procedimentos, cuidados e políticas associadas à segurança em corpos de água oceânicos, marítimos e costeiros, onde existe risco para a vida humana, perda de bens ou dano ambiental. Tem aplicações em vários domínios económicos, recreativos e desportivos.

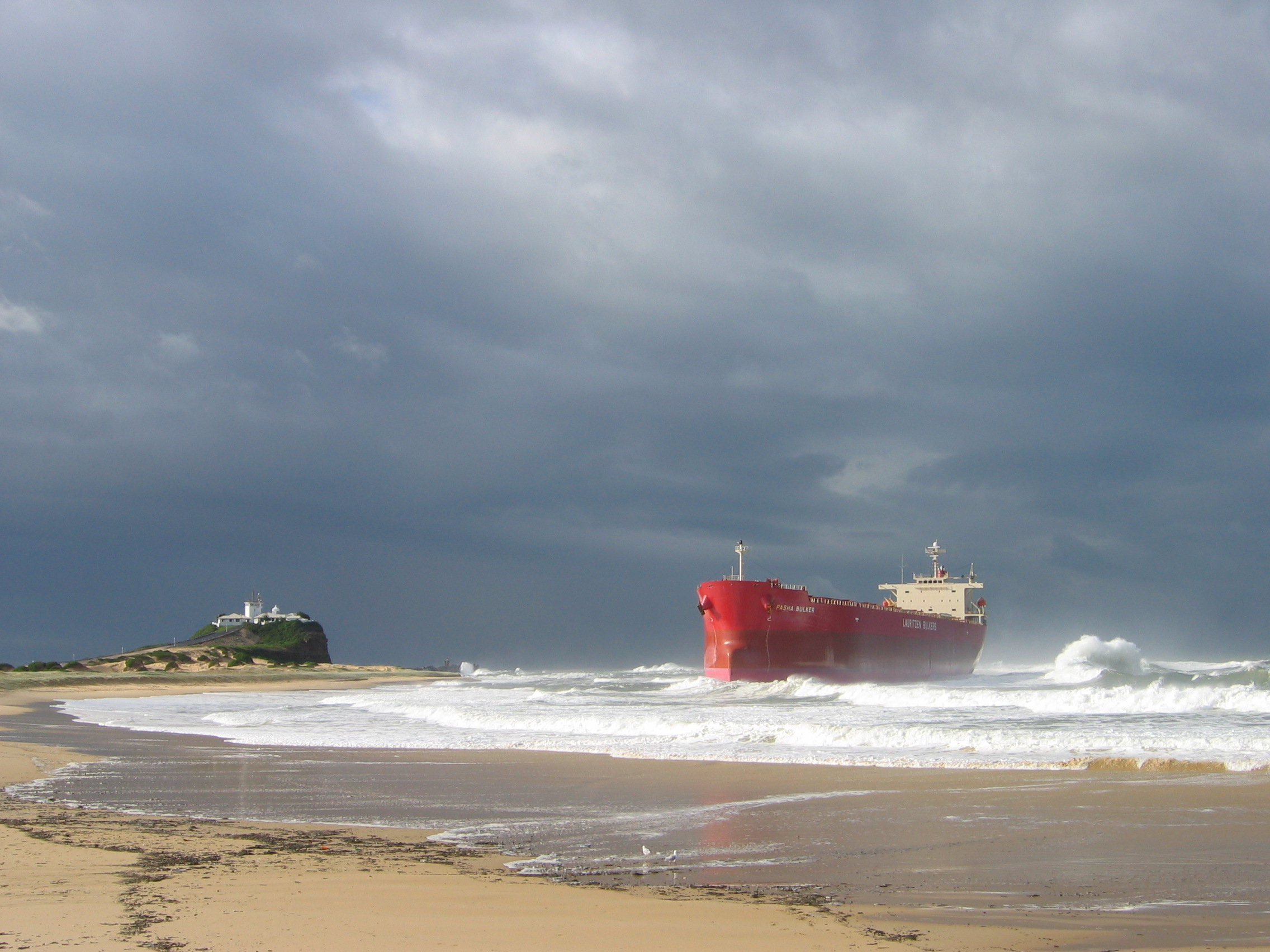
O Pasha Bulker; carga de 40 000 toneladas, transportando carvão, encalhado em 8 de junho de 2007, no litoral australiano, com mais de 700 toneladas de petróleo a bordo (bunker fuel). A tripulação de 21 pessoas foram hélitransportados. Manteve-se a lidar com o risco de poluição.

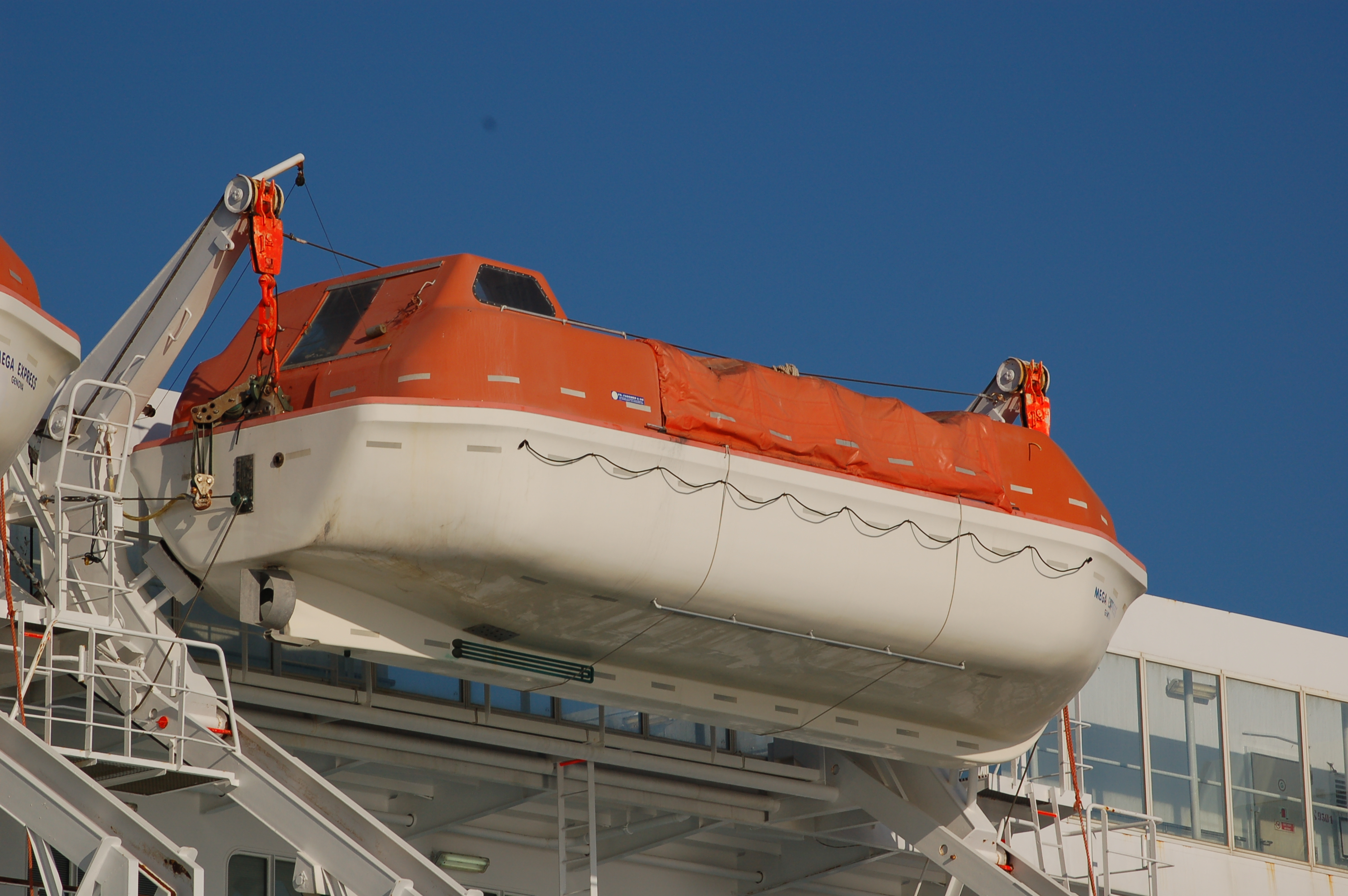
A segurança requer equipamento adequado, mas também o treinamento do pessoal de bordo, através de exercícios e uma boa formação

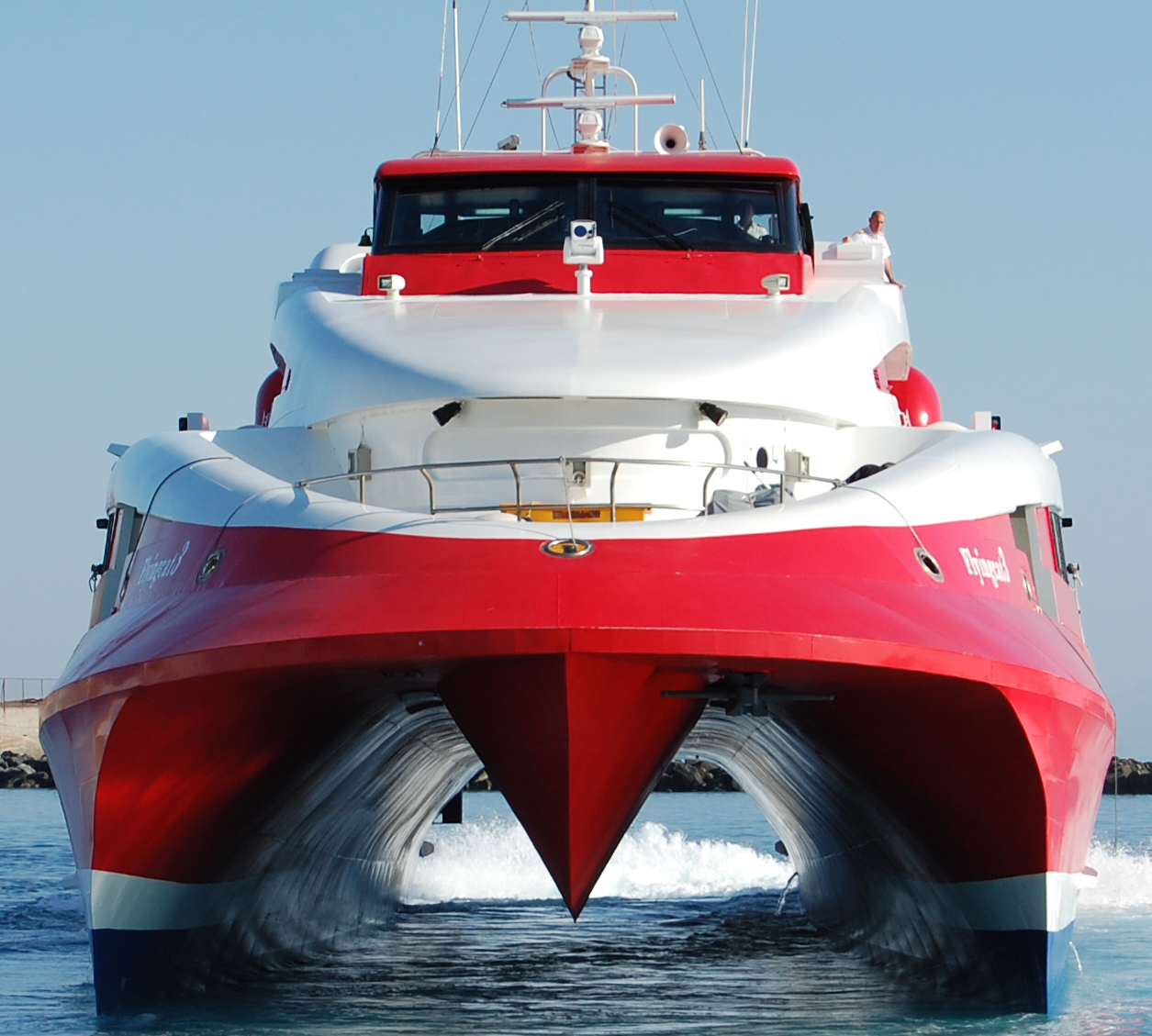
A velocidade é um dos novos fatores de risco a ser levado em conta na segurança marítima

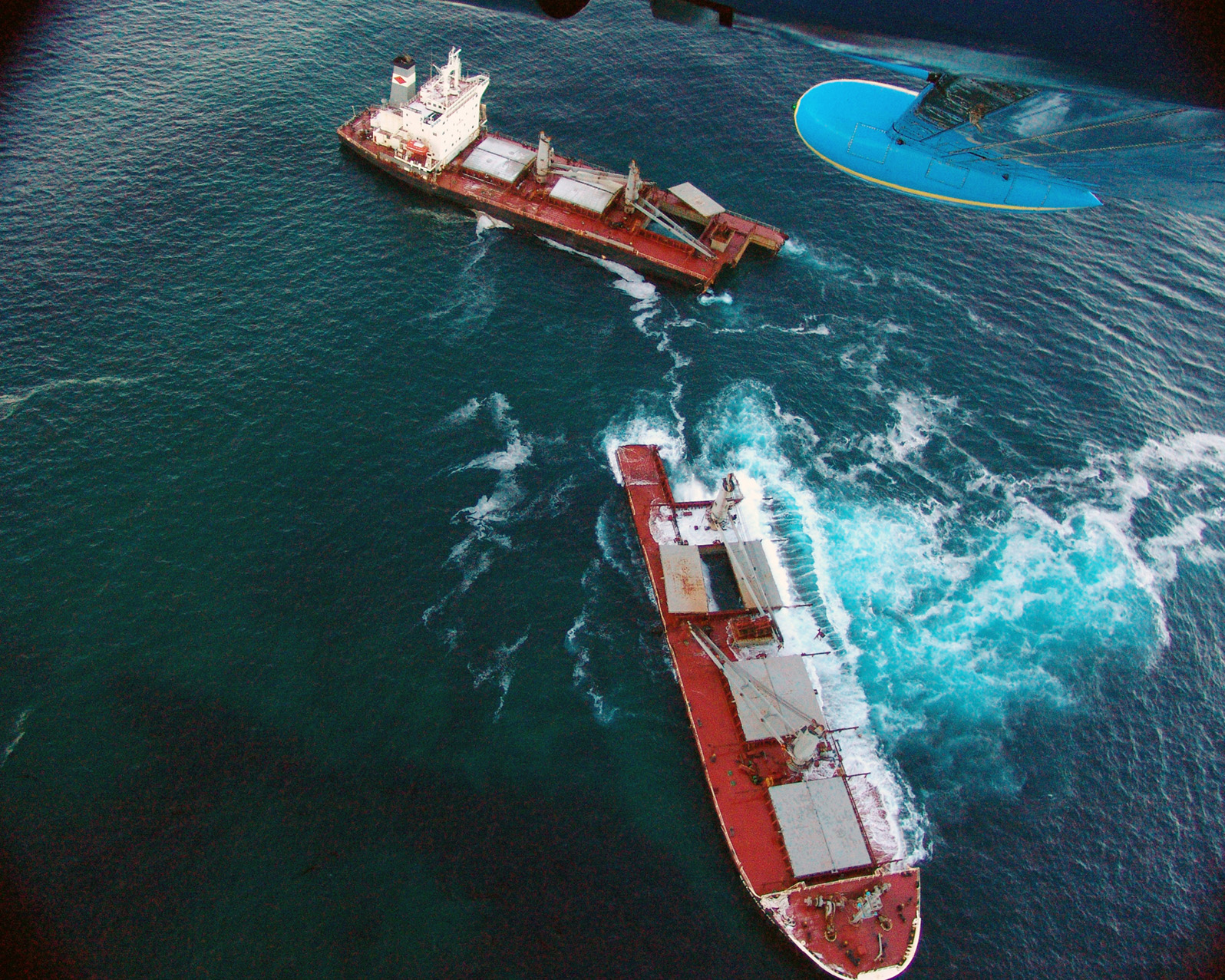
O design dos navios, mais resistentes, e a eliminação do "barco de lixo" são duas formas de melhoria da segurança marítima

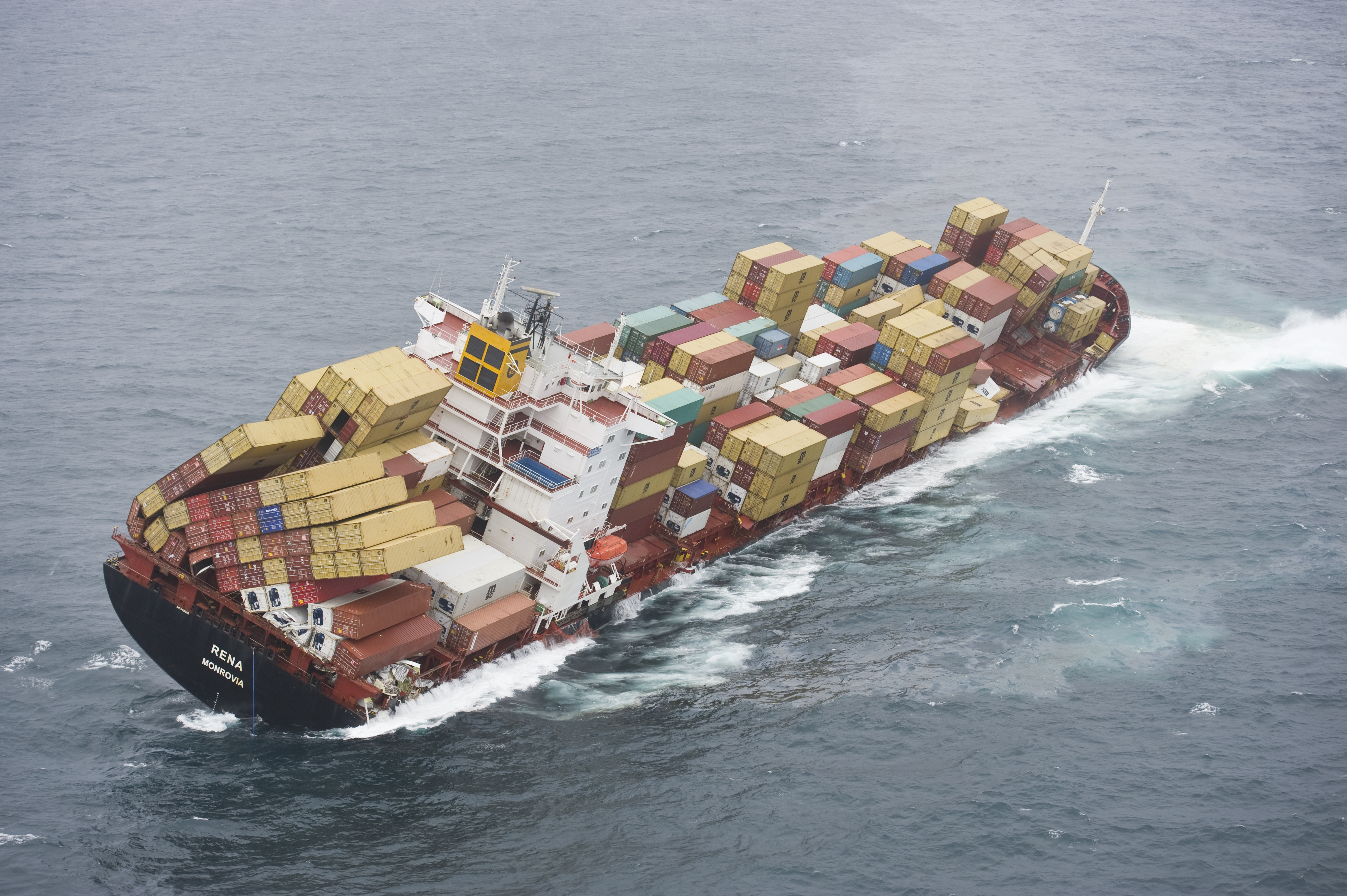
Carga muito alta no porta-contentor, torna-o vulnerável a fortes tempestades e o adornamento (acidental) como aqui no Rena está em apuros. Secundariamente, os contentores que caíram na água são uma fonte de poluição marinha e/ou de segurança marítima. Aqui o acondicionamento dos contentores para o outro foi temporariamente limitado a danos, mas alguns deles já estão esmagados

Os procedimentos de segurança implicam seguir leis e códigos, o que poderia, em assuntos marítimos, causar conflito com o antigo princípio universal da "liberdade dos mares". Os procedimentos de segurança podem incluir áreas marinhas e zonas costeiras, pública ou privada, relevantes da responsabilidade dos Estados. Eles também podem envolver áreas localizadas nas zonas internacionais.
Sobre os acidentes com poluição significativa, e muito pouco ou nenhumas substâncias degradáveis; esta poluição pode mover-se em direção ao fundo e/ou para outras regiões; o Mediterrâneo é considerada como uma da mais vulneráveis, porque ele está fechado, mas, na realidade, a terra é redonda, e todos os mares estão fechados. Para os poluentes com uma longa vida útil ou não biodegradáveis, a diluição do princípio, portanto, não é elegível, tanto quanto muitos animais marinhos são filtradores (mexilhões, ostras, em particular, que podem rapidamente reposicionar uma poluição).

## Questões de segurança marítima
O campo da segurança marítima apresenta vários desafios:
- Questão da segurança de pessoas e bens: para os marinheiros e passageiros, embarcações, e utilizadores do mar e o litoral, com o aumento do risco relacionado com o alto tráfego de navios de tonelagem alta, mais e mais, o aumento da velocidade de balsas, e outras de transporte rápido de passageiros. O risco aumenta no estreito e em alguns dos canais (Canal do Panamá, o Canal de Suez) e é esperado um aumento com os projetos de "via rápida do mar". Muitos naufrágios em águas rasas, além de que eles são uma fonte de poluição, também estão a tornar-se uma fonte de risco de acidentes para outros navios.
- Problemas para a segurança dos marítimos, que hoje representam a população mais exposta no mundo do trabalho para o risco de um acidente.
- Questões ambientais (por exemplo: poluição acidental, vazamento ilícito (dumping).
- Problemas de saúde (transporte marítimo é uma fonte de transferência de micróbios e agentes estranhos de potencial epidémico). Ele tem, no passado, sido envolvidas, para a difusão de epidemias de peste e a gripe espanhola , por exemplo, onde colocar em quarentena. Novos riscos surgem com o transporte de resíduos nucleares, água de lastro, e o tráfego de navios ou submarinos de propulsão nuclear, que estão possivelmente equipados com motores nucleares.
- Questões econômicas: a perda de um navio com a sua carga é uma perda de valor, mesmo que a poluição induzida pelos navios naufragados, é caro para as seguradoras. Isto é especialmente verdadeiro para os navios gigantes ou transporte de materiais valiosos.

## Riscos no mar
O risco pode ser relacionado com o mar e seus perigos. Estes perigos são naturais e relativamente previsíveis (tempestade, geada, etc) ou imprevisíveis (tsunâmi, meteotsunami, colisão com um objeto flutuante ou semi-submersas, árvore, iceberg, de cetáceos...). Eles também são de origem antrópica (colisões com submarino, navio, naufrágio, entre em contacto com minas ou de vazamento de munições. O risco também depende do estado dos navios e das competências das equipas (erro humano é, muitas vezes, de um conjunto de vários fatores na origem de acidentes), a perigosidade das mercadorias transportadas e localmente, de guerras, atos de pirataria ou de terrorismo. O aumento da densidade de vasos mais rapidamente e transporte de quantidades crescentes de substâncias perigosas é outro fator de risco.
Localmente, o risco é agravado pela falta ou ausência de meios de reboque de pesados, meio de helicóptero de origem, de cobertura do radar, ou cobertura de satélite das áreas, ou até mesmo pela falta de coordenação de monitoramento e os recursos de emergência, entre países ou mesmo entre regiões de um mesmo país..).
Os riscos para o homem: Na França, o número de acidentes no trabalho marítimo (ATM) é de 3 000 ao ano para cerca de 30 000 marinheiros, é a profissão mais em risco, junto com a de lenhador em terra. (a figura pode variar internacionalmente, dependendo do país e os países dos armadores.)
Isto é principalmente devido a dois fatores ; as condições de trabalho em um ambiente hostil que é o mar, e em segundo lugar, o isolamento e, em consequência, a impossibilidade de acesso rápido para o médico e para o hospital. Este último ponto é, em parte, compensada por uma melhor formação dos marítimos em primeiros socorros, bem como pelo desenvolvimento de telemedicina (o que requer, no entanto, um dos meios disponíveis de comunicação, no idioma da tripulação, e um mínimo de cuidados de equipamentos a bordo). Uma maior atenção para o seu cumprimento e a segurança no trabalho está em desenvolvimento.
Entre os riscos para as pessoas e a situação de isolamento, a queda no mar, causando o afogamento; afogamento molhado, afogamento seco, resultado de uma imersão síncope, corrente de retorno, hipotermia é o que muitas vezes é temido. Se o escorbuto é agora raro, qualquer ferimento, queimadura, fratura, a doença (incluindo contagiosa e aguda), ou intoxicação alimentar, mesmo aparentemente benigna, é uma fonte de risco e um perigo no mar, e o doença de mar e de qualquer acontecimento que afete gravemente a moral da tripulação. A desidratação é um problema comum no mar, especialmente entre os competidores. A presença de hidrocarbonetos (principal combustível do navio, finalmente, é ainda a montante, uma fonte na origem de riscos de fogo ou explosão.
Os riscos atuais para o navio irá variar dependendo da construção, a localização, a época e a situação, mas podemos mencionar o mecanismo de falha ou perda de capacidade de manobra (pb leme), o escorregamento da carga a bordo, de incêndio ou explosão, aterramento/encalhamento e de abordagem/colisão ou afundamento, o caminho da água como resultado de um casco corroído e em algumas áreas a pirataria.
Riscos ao meio ambiente: Estes são, principalmente, a poluição - induzida (derramamento de óleo, perda de recipientes que contenham substâncias tóxicas, incêndios, poluentes etc., que são fontes de poluição, crônicas e ocasional.

## Regulamentos internacionais
- - STCW 95, a convenção internacional sobre normas de treinamento de marítimos. Ele contém normas de treinamento de marítimos e a emissão de autorizações e de eva; Ele será reforçada em agosto de 2013, com a entrada em vigor da Convenção da Organização internacional do trabalho sobre trabalho marítimo (conhecido como o curso de treinador para uma Convenção sobre o Trabalho Marítimo , adotada em fevereiro de 2006).
  - Procedimento ISM (International Safety Management) para as companhias de navegação e as tripulações dos navios. este código é aplicável, desde 1993, quando incorporado na convenção SOLAS.[1] Ele requer armadores para colocar práticas operacionais no local e um ambiente de trabalho seguro. O armador deve avaliar os riscos previstos para os seus navios, as pessoas e o ambiente, e fornecer medidas de segurança adequadas a estas questões;
  - Código do mar
    - Regulamento Internacional para Evitar Abalroamentos no Mar

Construção e operação de navios
Convenção Internacional para a Salvaguarda da Vida Humana no Mar
- Regulamentos internacionais
  - Convenção Solas (" Segurança da vida humana no mar , adotada em 1974 e em vigor desde 1980, e que não são preocupantes, salvo que o tráfego internacional, de navios de carga com mais de 500 toneladas de porte bruto e navios de passageiros)
    - Medidas de segurança nos portos e nos navios de carga (resultado dos ataques terroristas de 11 de setembro)
      - Código internacional para segurança de navios e de instalações portuárias

1966 Convenção internacional sobre linhas de carga
- Regulamentos internacionais
  - 1966 Convenção internacional sobre linhas de carga

Provisão contra a poluição
- Regulamentos internacionais
  - Convenção Marpol (Convenção internacional para a prevenção da poluição por navios), adotado em 1973, em vigor desde 2 de outubro de 1983, com duas emendas, e um apêndice pós. Esta é a convenção mais importante sobre o ambiente marinho

## Risco de previsão no mar
A prevenção é conseguida ao prever o risco. Além de um trabalho de prospectiva de longo prazo, a responsabilidade das autoridades competentes em matéria de ordenamento do território e gestão de portos, monitoramento de radar e de satélite, os avanços em hardware, associado com a previsão meteorológica e a boa formação dos homens, contribuir para reduzir o risco de acidentes.
A segurança marítima, tende a se apropriar de métodos de controle de tráfego aéreo, mas sem ter para o momento em que o significa. Uma das dificuldades é a gestão do transporte de produtos perigosos (TDG), o que poderia levar, por exemplo, para um acidente nuclear, enquanto o contexto de liberalização incentivado pelo uso de bandeiras de conveniência, que tende para a redução de custos e o número relativo de tripulação.

## Prevenção de riscos no mar

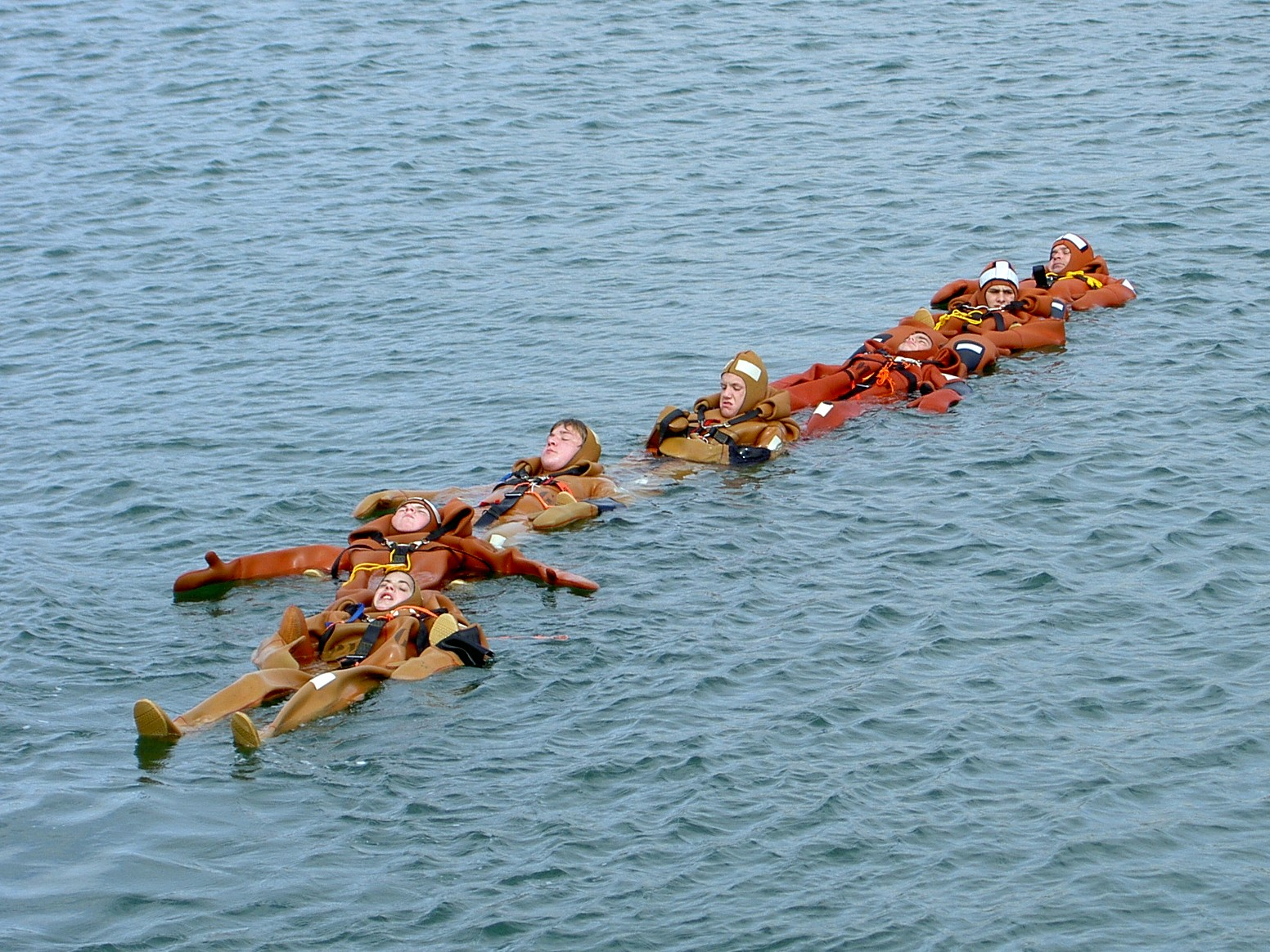
Formação de marinheiros no mar de sobrevivência

Ela passa pela formação dos homens, a retirada dos navios que não estão em condições de navegar (ver o papel da sociedade de classificação), e uma melhor coordenação de vigilância de recursos, da polícia, do mar e dos serviços de emergência.
A prevenção de riscos de poluição passa também pelo conhecimento dos riscos (⇒ Mapas de risco e de perigo) e a vulnerabilidade dos ecossistemas marinhos e costeiros, que são hoje o tema da pequena pesquisa, quando eles não têm nenhum interesse na pesca ou econômico ao vivo.

## Gestão de crises
Isso implica a existência de células de crise permanente, em todos os países, costas, imediatamente operacionais e com os meios de coordenação, planejamento, exercícios em verdadeira grandeza, e de ação (rebocadores de alto mar, de meios de helicóptero, os meios para o bombeamento e de contenção de poluentes, etc. e que foram identificados anteriormente:
- a vulnerabilidade das áreas costeiras e de atividades econômicas (pesca, frutos do mar, agricultura, turismo, etc.), e ecossistemas marinhos (inclusive do ponto de vista de sua funcionalidade para pesca, locais de desova, estuário, etc.);
- as áreas e os portos de refúgio, a rede especializada de meios de socorro, e a sua disponibilidade;
- as fontes de riscos nos "trilhos" (separação de tráfego) e nos portos, algumas das quais concentram muitos dos materiais perigosos, explosivos, etc.;
- a tomada em consideração do meio ambiente na construção de meios de limpeza;
- os possíveis papéis dos meios e dos eleitos locais para facilitar as intervenções comunitárias;
- os problemas (priorizar) para direcionar os investimentos relevantes para a segurança marítima.

## O resgate no mar

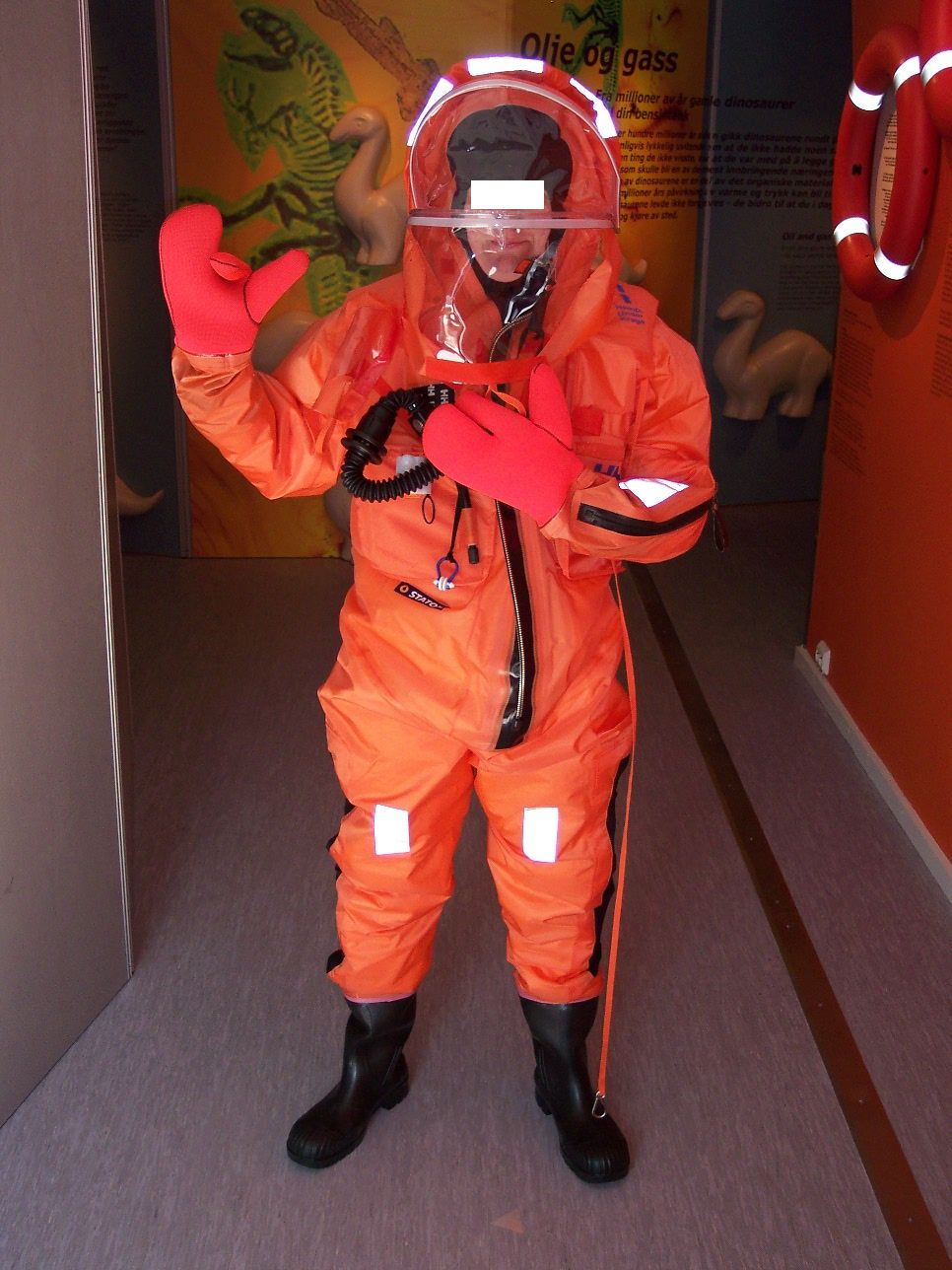
Combinação de sobrevivência

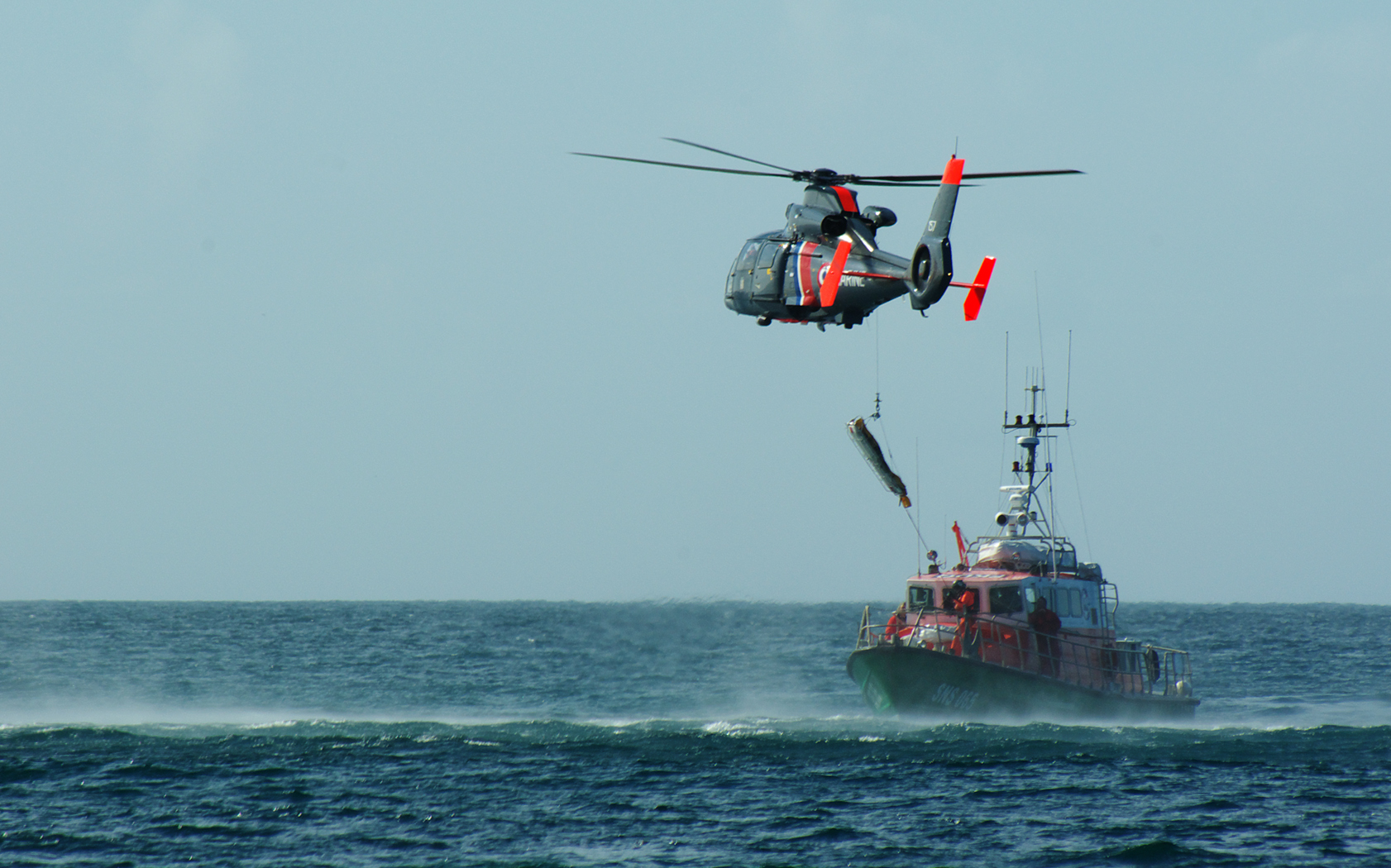
Exercício para resgate com guincho de uma pessoa ferida por um helicóptero Eurocopter AS365 Dauphin da marinha francesa de um barco de socorros a náufragos do SNSM.

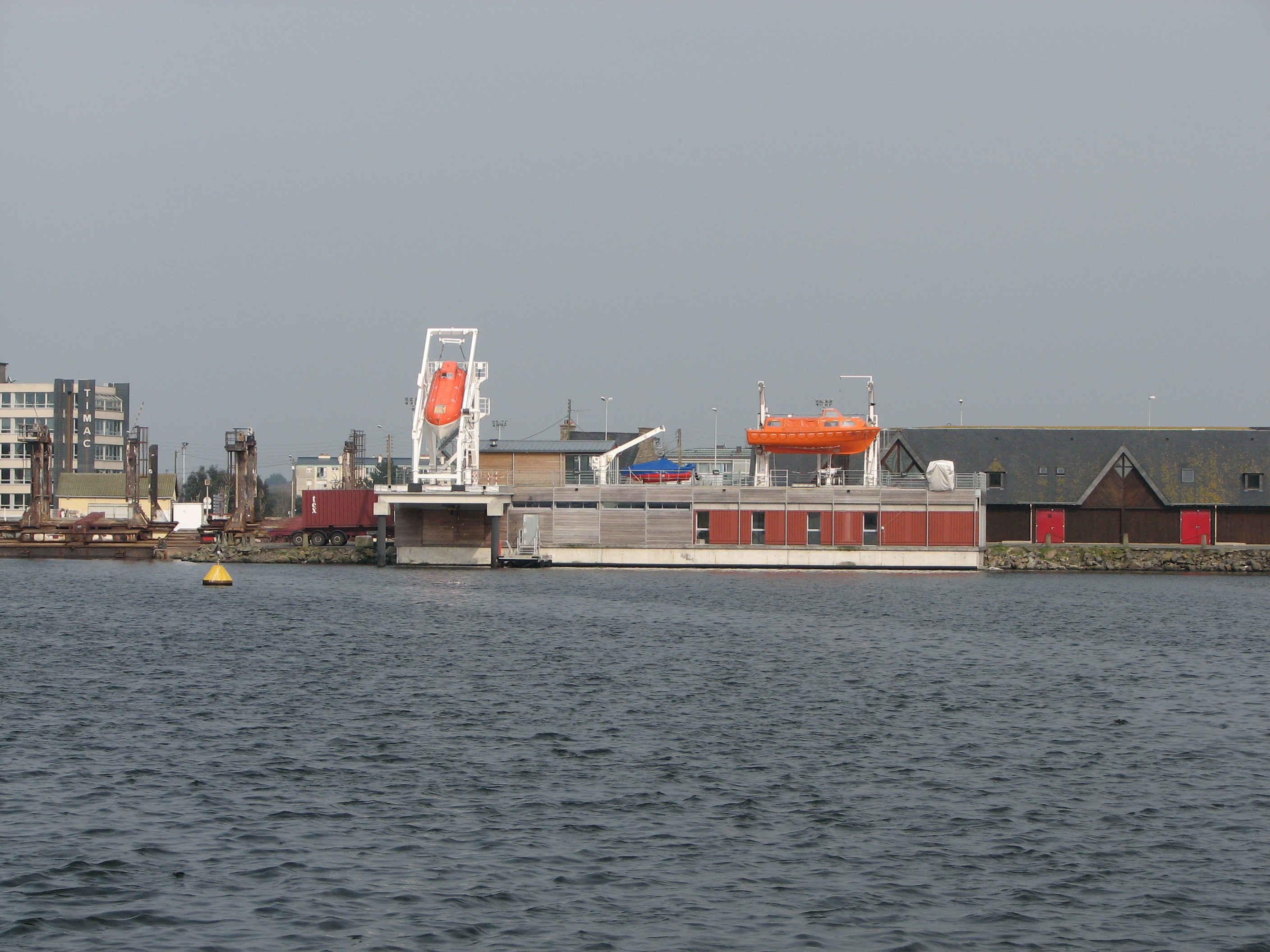
CESAME, centro de treinamento de salvamento e sobrevivência, em Saint-Malo

O apoio das pessoas mais próximas passar pelo bom funcionamento de alerta e de primeiros socorros e, em seguida, o resgate da água, que deve ser sempre, como o resgate de suporte remoto:
1. Dos meios de salvamento operacionais, que são individuais (boia, colete, combinação de sobrevivência, etc) e/ou coletiva, incorporada (próprio navio), tais como a baleeira, balsa de salvamento, de embarcação de salvamento, meios de sinalização. Um código internacional de sinais, (o sinal flutuante, o som, a luz, e radiotelefone, de voz, de braço com ou sem bandeiras) permite que a tripulação de um navio, de uma jangada, ou um simples indivíduo possa enviar sinais de angústia. Os outros meios de socorro de terra ou outros recipientes que são desviadas para o resgate depois de um alerta ou chamada de socorro. Além do sistema convencional de espelhos, apitos e buzinas de nevoeiro, pelo menos nos países ricos, o marinheiro em perigo, hoje, tem meios de pirotecnia, frequências marinhas de socorro, GMDSS, Inmarsat, transmissor portátil de GMDSS, EPIRB (exemplo: Cospas-Sarsat), para enviar um sinal ativo ou passivo de alerta
2. A assistência em terra ; Na França, por exemplo, a Centre régional opérationnel de surveillance et de sauvetage (CROSS) e bandeiras da Marinha, é a realização de um monitoramento constante ao longo de toda a costa francesa (visual, radar, rádio). A CROSS (na França) MRCC (denominação internacional) está a organizar as operações de resgate, a "convenção internacional de SAR", eles podem mobilizar e utilizar todos os meios das diferentes administrações civis (proteção civil) e militares (marinha, brigada de incêndio, alfândega, assuntos marítimos, bem como as do SNSM)
3. Assistência médica à distância, que se desenvolve com, por exemplo, a telemedicina, o centro de consulta médica marítima com sistemas de tipo de Esculápio[2]

## Na Europa
A Europa está a preparar uma nova política europeia para o mar (ver o Livro verde, publicado em 2006), seguindo as Comissões de OSPAR e HELCOM, coordena com a CRPM (Conferência das regiões periféricas marítimas da Europa "), que tem um grupo de trabalho "Segurança Marítima".
A segurança marítima: Um sistema comunitário de acompanhamento, controlo e informação sobre o tráfego marítimo foi implementada por uma directiva para aumentar a segurança e reduzir as consequências ambientais de acidentes marítimos.
A Agência Europeia de Segurança Marítima, foi recentemente incorporada, que, no entanto, deve ter em conta a delicada regras de subsidiariedade. Ele poderia criar um corpo de guarda costeira europeia, definir as áreas vulneráveis, para incentivar a mutualização dos sistemas de informação e de observação, bem como a reflexão sobre a segurança e a intermodalidade/cabotagem.
Um CRPM (Conferência das periferias e regiões marítimas) permite que qualquer pessoa leve propostas até à Comissão europeia.
A diretiva 2009/16 especifica as regras de inspeções técnicas de segurança de navios nos portos; Os Estados-membros devem inspecionar 25% dos navios que escalam em seus portos. A observação de anomalias graves e que tem sido objecto de ativos pode dar origem a entrada em uma lista negra, e esses vasos podem ser proibida em águas da UE, mas a lista destes vasos muitas vezes não foi concluída ou não publicada.
Em 13 de setembro de 2010, a comissão endureceu as suas regras: a partir de janeiro de 2011, um registo on-line irá conter uma "atualização de índice", nas empresas de navegação, considerado como "estudantes pobres" (cuja conformidade com as normas de segurança tem sido baixa ou muito baixa por pelo menos 3 meses), e, por outro lado, os bons alunos vão ser avaliados. As empresas e os passageiros serão melhor informados dos riscos que levam selecionando determinados empresas de transporte. Os resultados obtidos pelas empresas, os Estados de bandeira e os organismos de certificação na área de segurança será realçada com as normas de inspeções de harmonização na UE e informações para contacto em um único sistema de informação ("Thetis", organizada pela Agência Europeia de Segurança Marítima (AESM).

### Na Bélgica

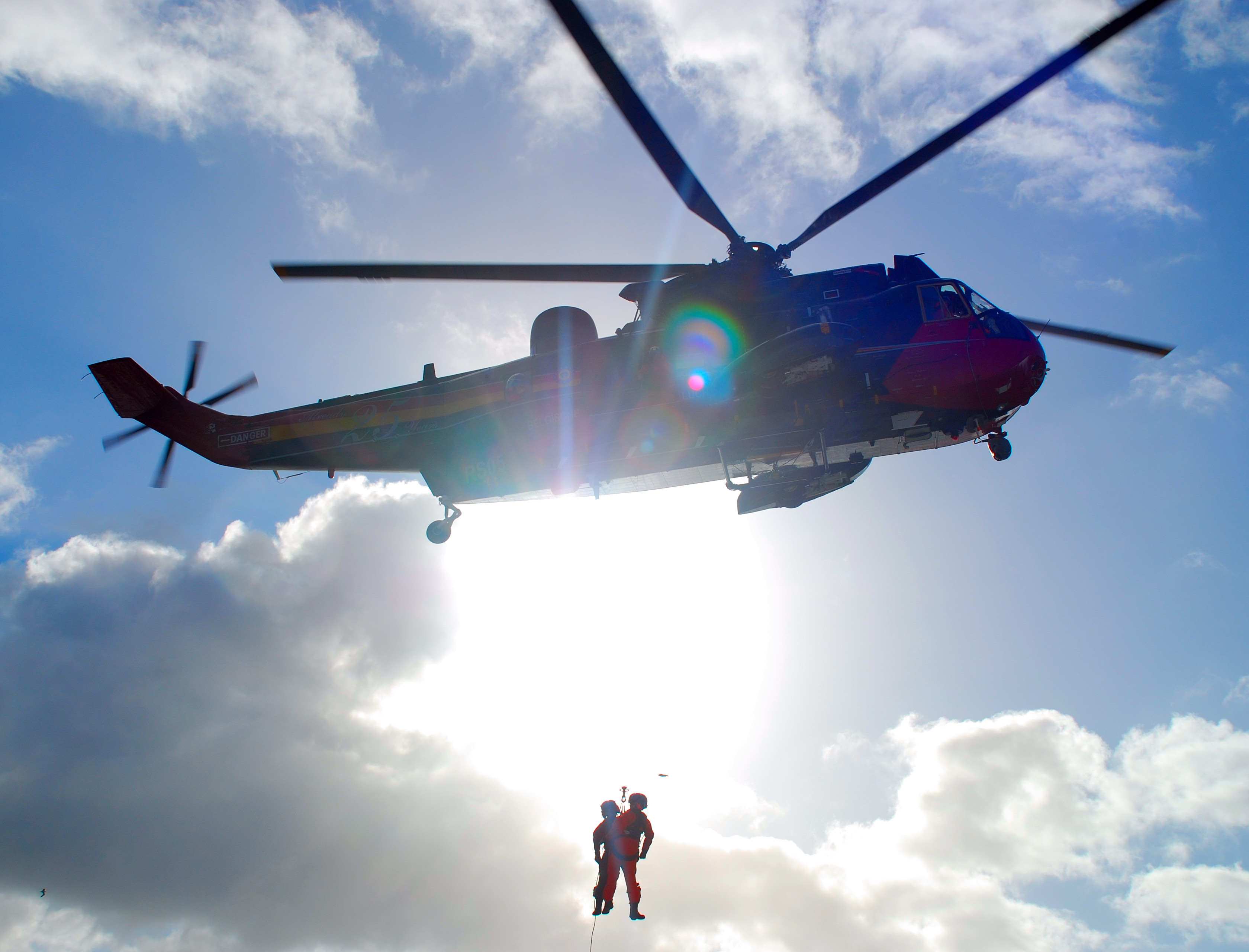
Um Sea King Mk-48 do 40º esquadrão de Helicópteros do componente aéreo do exército belga, realizando um salvamento no mar

O resgate no mar ao redor da costa belga é fornecido pelo 40º esquadrão de Helicópteros, um esquadrão de helicópteros pertencentes ao componente aéreo do exército belga, baseado na base aérea de Koksijde, na cidade de mesmo nome, na província de Flandres Ocidental. Ele funciona com o Sea King Mk-48, que será substituído em 2014 pela Eurocopter NH-90. É também (muitas vezes) para o exterior.

### Na França

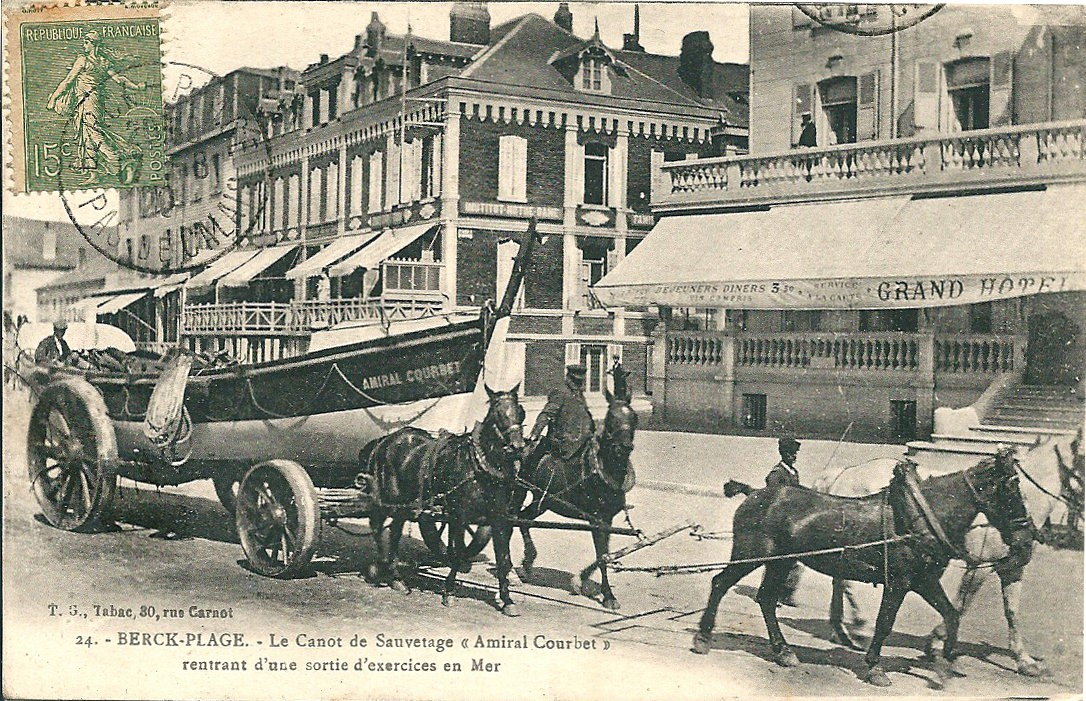
Canoa de salvamento no mar, O Amiral-Courbet Berk a 1922

A segurança marítima, relaciona-se, primeiramente, aos indivíduos para a aplicação da lei e de boas práticas, e o Estado, representado agora pela perfeituras marítimas (Canal da Mancha/Canal do mar do Norte), pela perfeitura marítima de Cherbourg, que organiza uma Conferência regional marítima, com informações para os representantes dos utilizadores do mar e dos eleitos para o litoral.
Há também um Observatório do litoral (com base no IFEN), uma Comissão do litoral da Comissão nacional de planejamento regional (DATAR, agora DIACT).
- O código internacional para segurança de navios e instalações portuárias (" código ISPS"), em vigor desde 1 de julho 2004, que prevê um esquema específico de transmissão de alertas (para " qualquer catastrófe ou quaisquer circunstâncias suspeitas que ameaçam a segurança de um navio ").
- regulamento[6] é traduzido pelas instruções nº412 e n°413 SG/Mar ; O alto funcionário da defesa – mar " (HDF/Mer) é ponto de contacto nacional, e a CROSS, Gris-Nez centralizada:
  - o recebimento de alertas para a segurança de navios,
  - o recebimento das informações emitidas pelas autoridades de embarcação estrangeiras, perto ou em águas sob responsabilidade francesa;
  - a divulgação do nível de alerta.

A França dispõe de uma frota nacional de comércio internacional recente (cerca de 300 navios, com uma média de idade de 8 anos em 1 de julho de 2012, isto é, entre os mais recentes do mundo (média mundial: de 16,4 anos e a média da União europeia: 12 anos), mas por causa do tráfego internacional, entre as mais densas do mundo do Mediterrâneo e do Canal da Mancha/mar do Norte, é também um dos países mais expostos aos desastres no mar. A frança tem no século XX conhecido por muitos acidentes e a poluição bastante graves. No canal da Mancha/mar do norte, o risco é mitigado pelo fundo de areia, enquanto eles são, muitas vezes, rochosos em outros lugares, mas é exacerbada pela importância do atual, o tráfego, o mais alto do mundo), pela frequência e importância quantitativa das mercadorias perigosas, e pela presença nas áreas costeiras de instalações portuárias ou costeiras de risco (severo/nuclear). No caso de um acidente grave, as correntes e os ventos predominantes expôem grandes áreas de pesca, e regiões densamente povoadas, em caso de um acidente grave (Norte da França, a Bélgica e os países baixos, a Sul-Oeste da Inglaterra), e como observou o Tribunal de contas (2012), 
O gigantismo, tanto em material de navios e passageiros, quer de navios de carga (porta-contentores), pouco se preocupam as vidas humanas e mais e mais são consideradas as questões financeiras
A responsabilidade do Estado é exercido, em questão de monitoramento de tráfego de navios, de inspeção, de salvamento, prevenção e controle de acidentes marítimos e possível poluição, bem como relativos a compensação, as sociedades de classificação, investigação de acidentes, as condições de trabalho dos marítimos, etc;
Como um "Estado de bandeira ", no quadro da convenção das Nações Unidas sobre o alto mar (29 de abril de 1959), e para os navios que arvoram a bandeira da França ; Em 2012, cerca de 18 de 200 navios foram envolvidos (5 400 navios de carga/transatlânticos...) e 12 800 embarcações de pesca ou de crustáceos a navegar na FDrança metropolitana e no exterior; excluindo embarcações de recreio ;
Como um "port State" ; e cerca de 6 000 navios estrangeiros por ano de chamada em portos franceses (15 000 a 16 000 chamadas a portos por ano no total). O contexto aqui é o memorando de entendimento de Paris (ou memorando de entendimento), 26 de janeiro de 1982. É também aplicar a lei europeia, particularmente com o "pacote Erika III" (23 de abril de 2009), que consiste em dois regulamentos e seis diretivas reforçar a regulamentação europeia de segurança marítima; como um "Estado costeiro" tem a tarefa de garantir a segurança do tráfego marítimo (cerca de 300 000 navios/ano 300 000 navios/ano apenas para o canal da Mancha) nas águas territoriais da França (Quadro:Convenção das Nações unidas sobre o direito do mar (10 de dezembro de 1982, na Baía Montego) .
Organização dos controles: a França tem seis registadores para o registo de navios e é organizado em torno do conceito de centro de segurança de navios (CSN). Qualquer navio que está registrada e inscrita no registo internacional, em francês (RIF) deve seguir todas as regras de segurança e de formação de marítimos, saúde de marítimos, segurança no trabalho e de proteção ambiental aplicáveis sob a lei francesa, a comunidade, a legislação e os compromissos internacionais da França.
Outros países marítimos têm delegado a totalidade ou parte de tais missões para as empresas privadas, as chamadas "sociedades de classificação", mas na França, a tradição de controle administrativo de navios e de formação de marinheiros permaneceram em grande parte da alçada do Estado e de alguns dos seus níveis, que tenham sido entregues e operacionais, incluindo e sob os auspícios através, nomeadamente, da direção dos serviços de assuntos marítimos (DAM), no âmbito da Direção-geral de infraestruturas, transportes e mar (DGITM) do ministério da Ecologia, Desenvolvimento sustentável e da Energia através de seus escritórios no resgate e de circulação do mar, da regulação e controle da segurança dos navios, inspeção de navios sob o Estado do porto e de faróis e balizas.
- a CROSS e as administrações civis e militares em causa,
- a Sociedade nacional de salvamento no mar (reconhecida associação de utilidade pública),
- a inspeção-geral dos assuntos marítimos (que, a pedido do ministro, realiza auditorias, inspeções e estudos em todas os departamentos descentralizados de assuntos marítimos, incluindo os centros para a segurança dos navios (CSN). Essa "Inspeção geral" também desempenha um papel de "órgão de gestão" no contexto do artigo 2.º, dos decretos legais três do corpo de oficiais da marinha assuntos:
  - a administração dos assuntos marítimos (MAA),
  - os oficiais do corpo de técnicos e administrativos, assuntos marítimos (OCTAAM) e
  - faculdade de educação, no mar (PEM).
- O Escritório de investigações de acidentes/mer (BEAmer), renomeado o Escritório de investigação sobre os acontecimentos do mar foi regionalizada em 2004, independente da direção dos assuntos marítimos. Suas técnicas de investigação são projetados para coletar, explorar e divulgar as boas práticas e aprender as lições de a sua experiência e acidentes;

De acordo com um relatório e uma assessoria do Tribunal de contas, no sistema de controle da segurança do navio.
Formação: Para lidar com as novas necessidades, em especial, relacionadas à aplicação de leis e diretivas europeias no domínio da segurança marítima e proteção do ambiente marinho, a Escola nacional da Marinha mercante (EMM), a universidade de le Havre e Assuntos marítimos criou em 2007 um novo diploma de marine surveyor (período de estágio de 18 meses, em particular, para os oficiais da marinha mercante, que tinha cinco anos de experiência de vela ou mais, e para os oficiais da Marinha, eventualmente, se aposentou). O treinamento deve torná-los competentes no campo da análise de riscos e perigos nas áreas de acidentes, danos, portos, transporte, meio ambiente... e podem contar com novas tecnologias. Professores e profissionais cujas da União profissional de peritos marítimos (UPEM), a Associação francesa de peritos marítimos (AFEXMAR) vai estar lá como formadores.
Habilitações: As agências de segurança foram estabelecidos (pelo código dos portos marítimos, e pela lei ( 1983) sobre a segurança da vida no mar, habitabilidade a bordo de navios e prevenção de poluição). Eles são licenciados (por cinco anos) por um Comitê de capacitação dos órgãos de segurança, sob os auspícios do ministro dos Transportes (e não o do Ambiente), que também é um "grupo interministerial de segurança do transporte marítimo e operações portuárias" que se reúne pelo menos duas vezes por ano, sob os auspícios do ministro dos Transportes e dos dois responsável para o Interior; Defesa; Alfandegas; Justiça; ultramar e dos Negócios estrangeiros.
Regulamento sobre a segurança marítima: baseia-se em especial:
- a lei n°83-581, de 5 de julho de 1983, alterada sobre a segurança da vida no mar,
- a sua aplicação o decreto de 30 de agosto de 1984, alterada
- o decreto de 23 de novembro de 1987, conforme alterada, relativa à segurança dos navios. Estabelece os requisitos para os navios e de seus equipamentos.

## Naufrágios famosos
- Lista de naufrágios

## Sobrevivência no mar
- Alain Bombard
- Daniel Rigolet

### Artigos Relacionados
- Busca e Salvamento
- Risco, Prevenção
- Poluição marinha
- Barco de sucata
- Rebocador
- Praticagem
- Barco de salvamento
- Navio a grande velocidade
- Bombeiro
- Munições submersas
- OSPAR (Comissão internacional Atlântica N-W)
- ELCOM (Commisão internacional do Báltico)
- Centro de segurança de navios
- Marpol
- Detrito marinho
- Destroço marítimo
- Ecoport boas práticas em portos

Para Portugal
- Marinha Portuguesa
- Domínio Público Marítimo
- Sistema de Autoridade Marítima
- Polícia Marítima

Para o Brasil
- Marinha do Brasil
- Salvamar Nordeste
- Diretoria de Hidrografia e Navegação
- Tribunal Marítimo